# Trichopteryx polycommata
Trichopteryx polycommata (tên tiếng Anh: Barred Tooth-striped) là một loài bướm đêm thuộc họ Geometridae. Nó được tìm thấy ở châu Âu và Cận Đông, phía đông đến Kavkaz, Ngoại Kavkaz, miền nam Viễn Đông Nga (Primorsk) và Nhật Bản (Hokkaido).

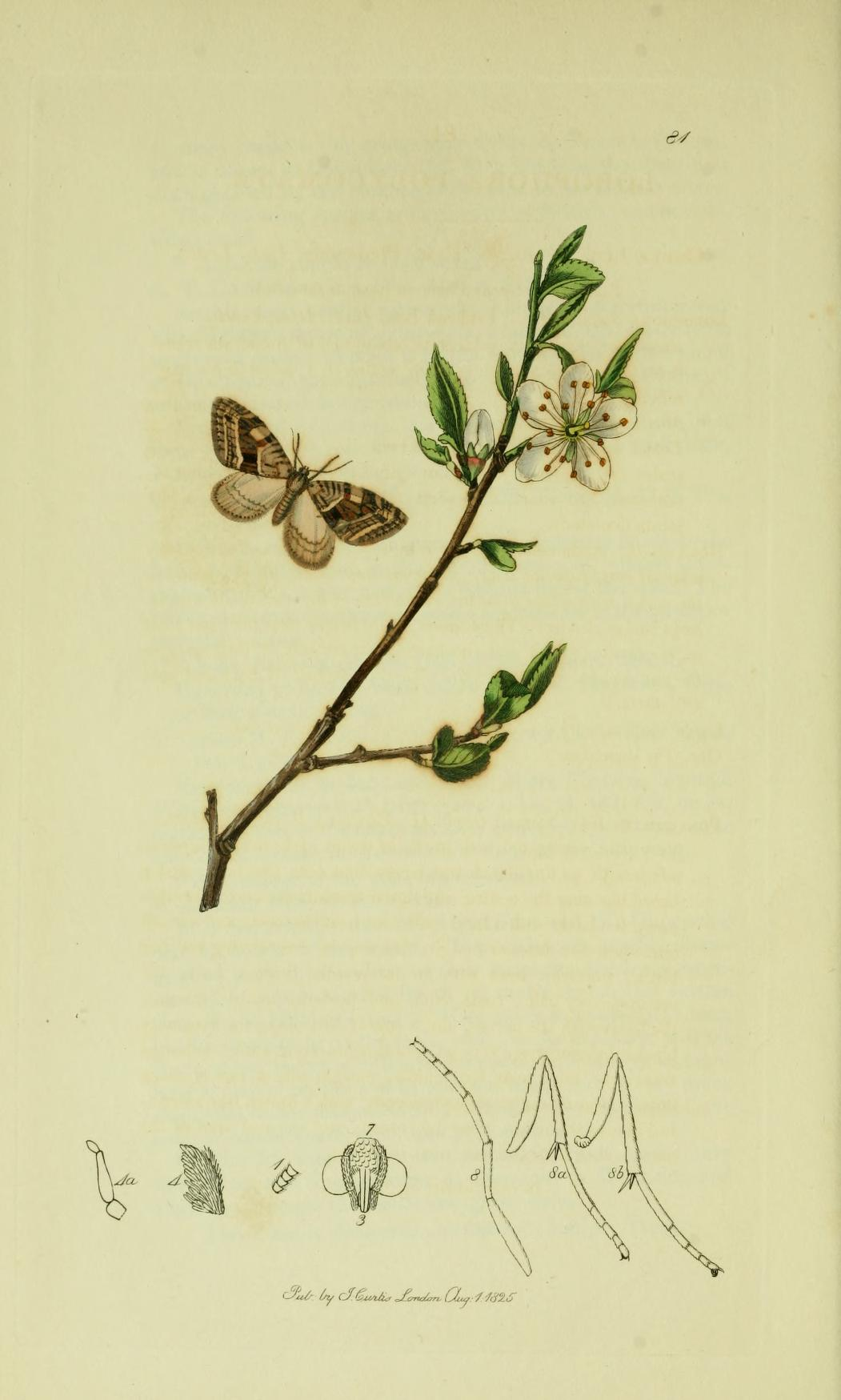
Hình minh họa của John Curtis's British Entomology Volume 6

Sải cánh dài 33–36 mm. Con trưởng thành bay từ tháng 3 đến tháng 4.
Ấu trùng ăn các loài Ligustrum vulgare và Fraxinus.

## Hình ảnh

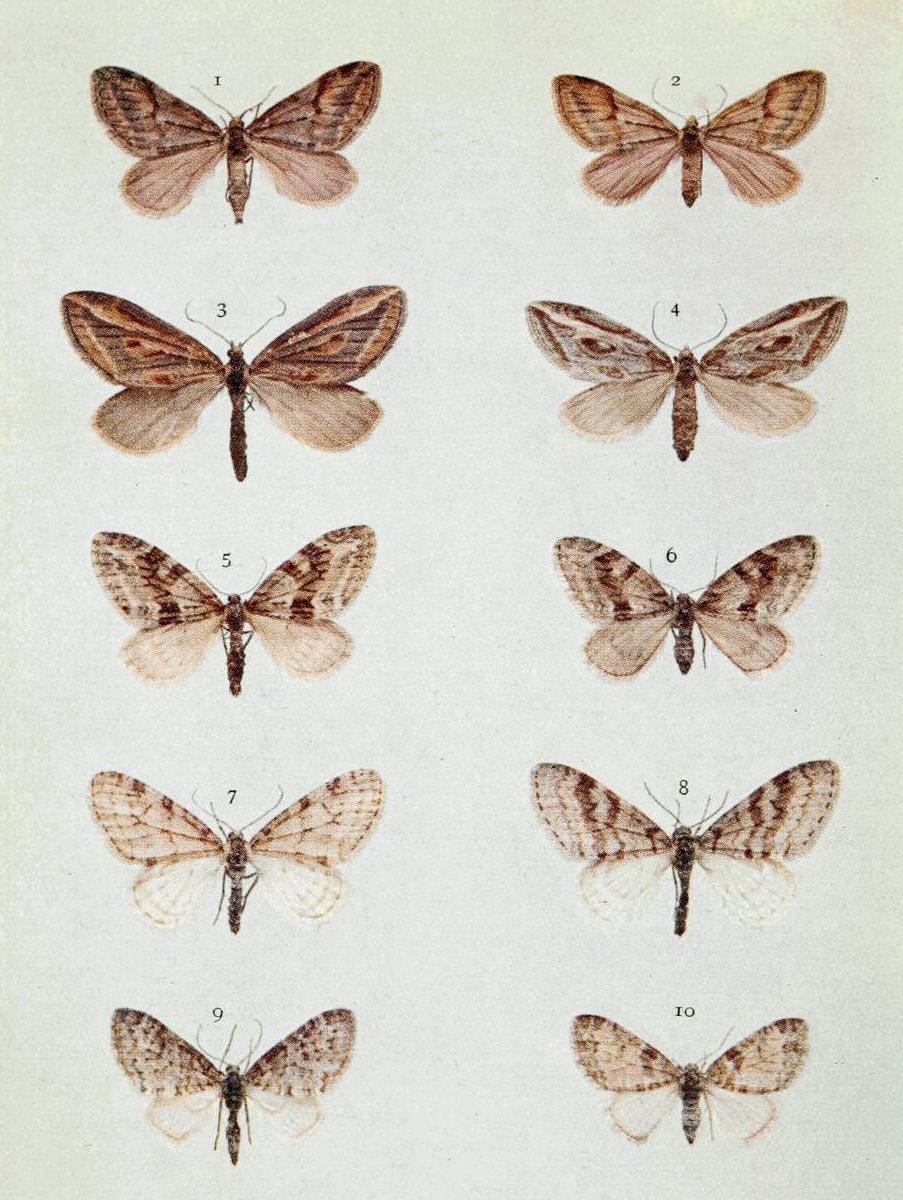
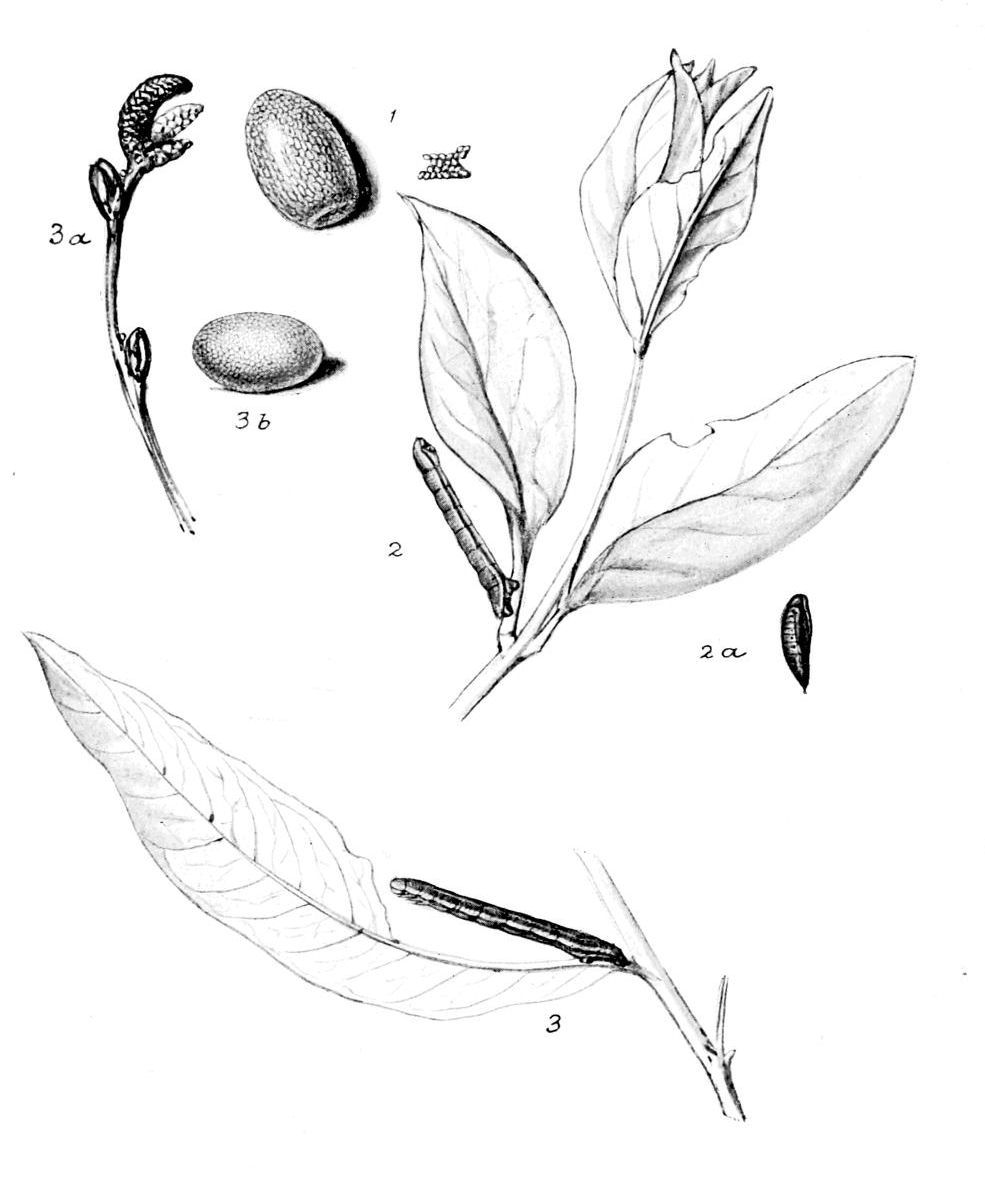

## Phụ loài
- Trichopteryx polycommata polycommata
- Trichopteryx polycommata grisea (Djakonov, 1926) (miền bắc Urals, Altai, Sayan, đông bắc Kazakhstan, Kamchatka)
- Trichopteryx polycommata anna Inoue, 1957